# Lee Stempniak
Lee Stempniak (né le 4 février 1983 à West Seneca dans l'État de New York aux États-Unis) est un joueur professionnel américain de hockey sur glace.

## Biographie

### Carrière en club

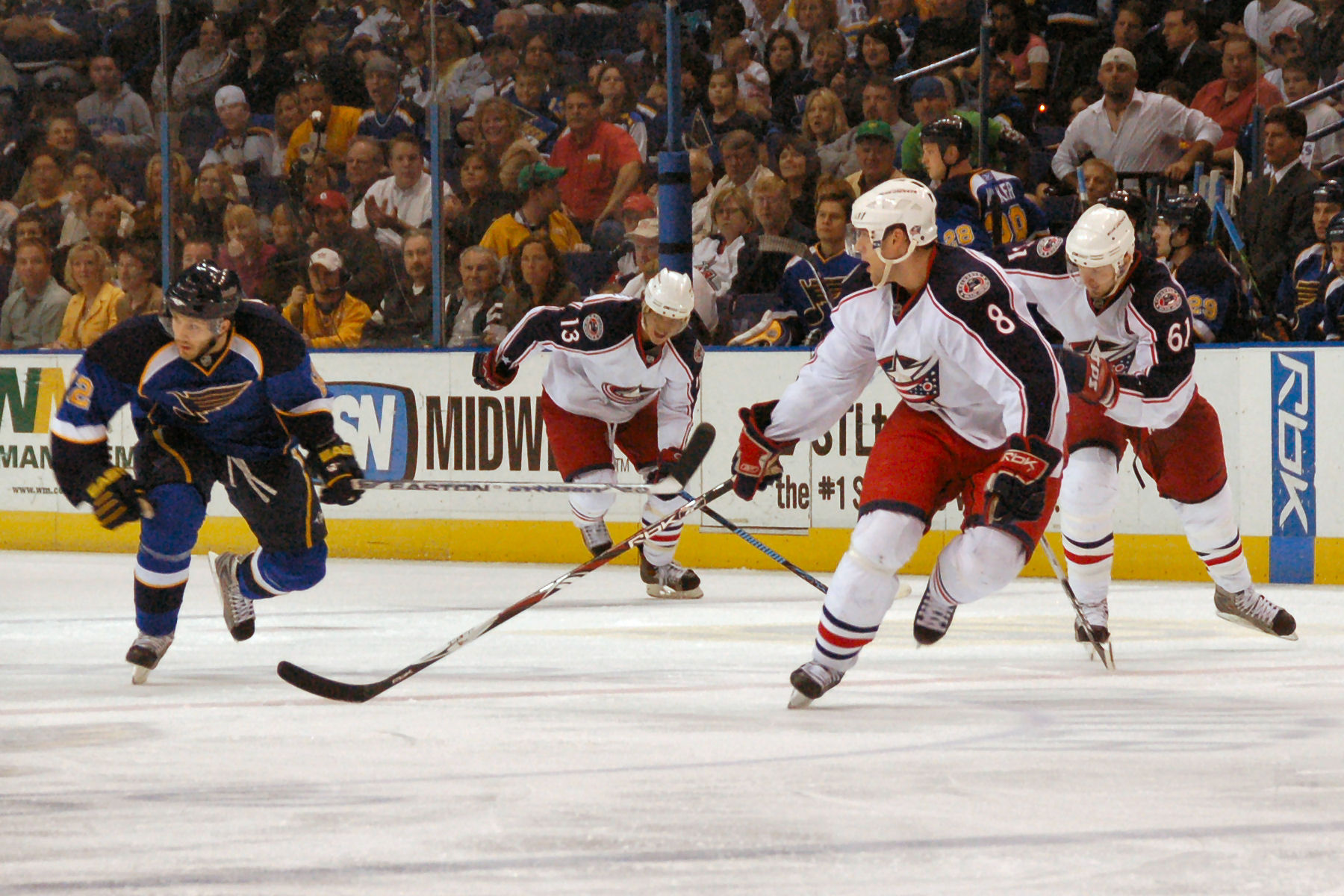
Stempniak (avec les Blues de Saint-Louis) s'échappant devant 3 joueurs des Blue Jackets de Columbus en avril 2008.

Après quatre saisons passé dans les rangs universitaires américain où il est nommé à maintes reprises au sein des équipes d'étoiles, il se joint aux Blues de Saint-Louis lors de la saison 2005-2006. Cette saison-là, il joue 57 parties avec les Blues, récoltant 27 points. Il joua aussi quelques parties dans la Ligue américaine de hockey, avec les Rivermen de Peoria club-école du club du Missouri.
La saison suivante, il connaît sa meilleure saison en carrière jusqu'ici, récoltant un excellent total de 52 points. Depuis ce jour, sa production offensive ne cesse de diminuer au point où les Blues l'échangent aux Maple Leafs de Toronto peu après le début de la saison 2008-2009.
Le 3 mars 2010, les Maple Leafs l'envoient aux Coyotes de Phoenix en retour de Matt Jones et de deux choix au prochain repêchage.
Il passe une saison et demie avec les Coyotes avant d'être échangé le 29 août 2011 aux Flames de Calgary contre Daymond Langkow. Il joue avec les Flames jusque vers la fin de la saison 2013-2014, alors échangé aux Penguins de Pittsburgh. 
Son passage avec les Pens est de courte durée puisqu'il signe en juillet 2014 avec les Rangers de New York. Il continue de voyager entre les équipes de la LNH en jouant par la suite pour les Jets de Winnipeg, Devils du New Jersey, les Bruins de Boston et les Hurricanes de la Caroline.

### Carrière internationale
Au niveau international, il a représenté les États-Unis à trois reprises lors du championnat du monde de hockey sur glace sans toutefois remporter de médailles.

## Statistiques

### En club
| Saison     | Équipe                    | Ligue      |     | Saison régulière | Saison régulière | Saison régulière | Saison régulière | Saison régulière |   | Séries éliminatoires | Séries éliminatoires | Séries éliminatoires | Séries éliminatoires | Séries éliminatoires |
| Saison     | Équipe                    | Ligue      | PJ  | B                | A                | Pts              | Pun              | PJ               | B | A                    | Pts                  | Pun                  |                      |                      |
| 2000-2001  | Lightning de Buffalo      | OPJHL      | 48  | 34               | 51               | 85               | 36               | -                | - | -                    | -                    | -                    |                      |                      |
| 2001-2002  | Big Green de Dartmouth    | NCAA       | 32  | 12               | 9                | 21               | 8                | -                | - | -                    | -                    | -                    |                      |                      |
| 2002-2003  | Big Green de Dartmouth    | NCAA       | 34  | 21               | 28               | 49               | 32               | -                | - | -                    | -                    | -                    |                      |                      |
| 2003-2004  | Big Green de Dartmouth    | NCAA       | 34  | 16               | 22               | 38               | 42               | -                | - | -                    | -                    | -                    |                      |                      |
| 2004-2005  | Big Green de Dartmouth    | NCAA       | 35  | 14               | 29               | 43               | 34               | -                | - | -                    | -                    | -                    |                      |                      |
| 2005-2006  | Rivermen de Peoria        | LAH        | 26  | 8                | 7                | 15               | 32               | 3                | 0 | 3                    | 3                    | 2                    |                      |                      |
| 2005-2006  | Blues de Saint-Louis      | LNH        | 57  | 14               | 13               | 27               | 22               | -                | - | -                    | -                    | -                    |                      |                      |
| 2006-2007  | Blues de Saint-Louis      | LNH        | 82  | 27               | 25               | 52               | 33               | -                | - | -                    | -                    | -                    |                      |                      |
| 2007-2008  | Blues de Saint-Louis      | LNH        | 80  | 13               | 25               | 38               | 40               | -                | - | -                    | -                    | -                    |                      |                      |
| 2008-2009  | Blues de Saint-Louis      | LNH        | 14  | 3                | 10               | 13               | 2                | -                | - | -                    | -                    | -                    |                      |                      |
| 2008-2009  | Maple Leafs de Toronto    | LNH        | 61  | 11               | 20               | 31               | 31               | -                | - | -                    | -                    | -                    |                      |                      |
| 2009-2010  | Maple Leafs de Toronto    | LNH        | 62  | 14               | 16               | 30               | 18               | -                | - | -                    | -                    | -                    |                      |                      |
| 2009-2010  | Coyotes de Phoenix        | LNH        | 18  | 14               | 4                | 18               | 8                | 7                | 0 | 2                    | 2                    | 0                    |                      |                      |
| 2010-2011  | Coyotes de Phoenix        | LNH        | 82  | 19               | 19               | 38               | 19               | 4                | 0 | 0                    | 0                    | 0                    |                      |                      |
| 2011-2012  | Flames de Calgary         | LNH        | 61  | 14               | 14               | 28               | 16               | -                | - | -                    | -                    | -                    |                      |                      |
| 2012-2013  | Flames de Calgary         | LNH        | 47  | 9                | 23               | 32               | 12               | -                | - | -                    | -                    | -                    |                      |                      |
| 2013-2014  | Flames de Calgary         | LNH        | 52  | 8                | 15               | 23               | 28               | -                | - | -                    | -                    | -                    |                      |                      |
| 2013-2014  | Penguins de Pittsburgh    | LNH        | 21  | 4                | 7                | 11               | 4                | 13               | 2 | 1                    | 3                    | 6                    |                      |                      |
| 2014-2015  | Rangers de New York       | LNH        | 53  | 9                | 9                | 18               | 18               | -                | - | -                    | -                    | -                    |                      |                      |
| 2014-2015  | Jets de Winnipeg          | LNH        | 18  | 6                | 4                | 10               | 2                | 4                | 1 | 0                    | 1                    | 0                    |                      |                      |
| 2015-2016  | Devils du New Jersey      | LNH        | 63  | 16               | 25               | 41               | 34               | -                | - | -                    | -                    | -                    |                      |                      |
| 2015-2016  | Bruins de Boston          | LNH        | 19  | 3                | 7                | 10               | 4                | -                | - | -                    | -                    | -                    |                      |                      |
| 2016-2017  | Hurricanes de la Caroline | LNH        | 82  | 16               | 24               | 40               | 32               | -                | - | -                    | -                    | -                    |                      |                      |
| 2017-2018  | Checkers de Charlotte     | LAH        | 1   | 0                | 0                | 0                | 0                | -                | - | -                    | -                    | -                    |                      |                      |
| 2017-2018  | Hurricanes de la Caroline | LNH        | 37  | 3                | 6                | 9                | 4                | -                | - | -                    | -                    | -                    |                      |                      |
| 2018-2019  | Bruins de Boston          | LNH        | 2   | 0                | 0                | 0                | 0                | -                | - | -                    | -                    | -                    |                      |                      |
| 2018-2019  | Bruins de Providence      | LAH        | 20  | 7                | 11               | 18               | 8                | 4                | 0 | 1                    | 1                    | 10                   |                      |                      |
| Totaux LNH | Totaux LNH                | Totaux LNH | 911 | 203              | 266              | 469              | 327              | 28               | 3 | 3                    | 6                    | 6                    |                      |                      |

### En équipe nationale
| Année | Équipe     | Compétition          |   | PJ | B | A  | Pts | Pun         |  | Résultat |
| 2007  | États-Unis | Championnat du monde | 7 | 6  | 4 | 10 | 27  | 5e position |  |          |
| 2008  | États-Unis | Championnat du monde | 7 | 0  | 3 | 3  | 6   | 6e position |  |          |
| 2009  | États-Unis | Championnat du monde | 9 | 2  | 0 | 2  | 6   | 4e position |  |          |

## Trophées et honneurs personnels
- Eastern College Athletic Conference (ECAC)
  - 2002 : nommé dans l'équipe d'étoiles des recrues
  - 2004 & 2005 : nommé dans la 1re équipe d'étoiles
- National Collegiate Athletic Association (NCAA)
  - 2004 : nommé dans la 1re équipe d'étoiles de l'Est
  - 2005 : nommé dans la 2e équipe d'étoiles de l'Est

## Transactions en carrière
- Repêchage de 2003 : repêché par les Blues de Saint-Louis au cinquième tour, 148e rang.
- 24 novembre 2008 : échangé par les Blues aux Maple Leafs de Toronto en retour de Carlo Colaiacovo et de Alexander Steen.
- 3 mars 2010 : échangé par les Maple Leafs aux Coyotes de Phoenix en retour de Matt Jones, des choix de quatrième (choix plus tard échangé aux Capitals qui repêchent Philipp Grubauer) et de septième tour (échangé aux Oilers qui choisissent Kellen Jones) au repêchage de 2010.
- 29 août 2011 : échangé par les Coyotes aux Flames de Calgary en retour de Daymond Langkow.
- 5 mars 2014 : échangé par les Flames aux Penguins de Pittsburgh contre un choix de troisième tour au repêchage de 2014 (échangé par la suite aux Blackhawks qui repêchent Matteson Iacopelli).
- 19 juillet 2014 : signe en tant qu'agent libre avec les Rangers de New York.
- 1er mars 2015 : échangé par les Rangers aux Jets de Winnipeg en retour de Carl Klingberg.
- 3 octobre 2015 : signe en tant qu'agent libre avec les Devils du New Jersey.
- 29 février 2016 : échangé par les Devils aux Bruins de Boston contre un choix de quatrième tour en 2016 (Evan Cormier) et un choix de deuxième tour en 2017 (échangé par la suite aux Sharks qui repêchent Mario Ferraro).
- 1er juillet 2016 : signe en tant qu'agent libre avec les Hurricanes de la Caroline.